# Imavere
Pour les articles homonymes, voir Imavere (homonymie).
Imavere est un village de la commune d'Imavere du comté de Järva en Estonie.
Au 31 décembre 2011, il compte 447 habitants.